# Schlitzturmschnecken
Die Familie Turridae, deutsch Schlitzturmschnecken ist eine Familie ausschließlich mariner Schnecken, die von den Polarmeeren bis zu den tropischen Meeren beheimatet sind. Es sind fast ausschließlich räuberisch lebende Formen, die ihre Beute – Vielborster, Schnurwürmer oder Spritzwürmer – mit Gift töten. Wie die Kegelschnecken gehören sie zu den Pfeilzünglern (Conoidea).

## Merkmale
Die Gehäuse sind schlank hochkonisch bis seltener niedrig spiralig aufgerollt. Die kleinste Art misst adult etwa 2 mm, die größte Art wird bis über 12 cm hoch. Es sind meist viele Windungen vorhanden. Sehr charakteristisch ist eine kleine Einbuchtung im oberen Teil der Außenlippe der Mündung. Die Ornamentierung und die Färbung sind außerordentlich vielfältig. Die Mündung ist meist lang und schmal. Das untere Ende ist zu einem langen Siphonalkanal ausgezogen. Die Mündung kann bei einigen Arten auch im Adultstadium noch von einem Operculum verschlossen werden.

## Vorkommen und Verbreitung
Die Vertreter der Turridae kommen vom flachen Wasser bis in abyssale Tiefen vor.
Sie sind von den Polarmeeren bis zu den tropischen Meeren verbreitet.

## Lebensweise

### Entwicklung
Schlitzturmschnecken sind wie die meisten Vorderkiemerschnecken getrenntgeschlechtlich. Die Eier werden in Eikapseln abgelegt, die keine Nähreier enthalten. Die Entwicklung der Trochophora-Larve läuft einige Wochen lang in der Eikapsel ab, die geschlüpfte Veliger-Larve lebt im Zooplankton, ehe sie die Metamorphose zur Jungschnecke durchmacht.

### Nahrung
Schlitzturmschnecken leben räuberisch und besitzen eine Giftdrüse. Die Beute wird mit den Giftzähnen der Radula gelähmt und getötet. Bei einigen Arten werden die Giftzähne von der Radula abgelöst und wie eine Harpune eingesetzt (ähnlich wie bei den Kegelschnecken).
Wahrscheinlich leben fast alle Arten der Turridae ausschließlich oder großenteils von Vielborstern (Polychaeten), doch bisher ist nur bei einer kleinen Anzahl von Schlitzturmschnecken das Beutespektrum untersucht worden. Von 19 ehemals zu dieser Familie gezählten Arten, die bis 1990 untersucht wurden, sind acht Arten auf jeweils eine Art Vielborster (Polychaeten) spezialisiert, drei Arten fressen eine begrenzte Anzahl unterschiedlicher Polychaeten, fünf Arten fressen als Generalisten verschiedene Polychaeten, eine Art frisst Polychaeten und Schnurwürmer und zwei Arten fressen Spritzwürmer. Unter den weiterhin zu dieser Familie zählenden Schnecken ist Lophiotoma leucotropis zu nennen, die Vielborster der Gattungen Poecilochaetus und Marphysa frisst. Auch über Turris babylonia wird berichtet, dass sie sich von Vielborstern ernährt. Für diese wie auch einige andere sehr häufige Schlitzturmschneckenarten – so etwa für Unedogemmula indica – gibt es keine Untersuchungen über das Beutespektrum. Fütterungsversuche mit zwei Arten der Gattung Gemmula – Gemmula diomedea und Gemmula speciosa – deuten darauf hin, dass die Vertreter dieser Gattung auf Polychaeten der Familie Terebellidae spezialisiert sind. Auch Lophiotoma acuta erbeutete angebotene Terebelliden, fraß aber im Gegensatz zu den beiden anderen Schneckenarten zu mehreren ein Beutetier. Unedogemmula bisaya ließ dagegen die angebotenen Terebelliden unangetastet.
Wichtige Feinde der Schlitzturmschnecken sind Krabben.

## Systematik
Die Familie Turridae wird in der populärwissenschaftlichen Literatur auch als Turmschnecken bezeichnet. Dieser Name wird jedoch hauptsächlich für die Familie Turritellidae verwendet, so dass er für diese Familie nicht anwendbar ist.
Mit mehr als 4000 Arten galten die Turridae im Sinne von Powell (1966) im 20. Jahrhundert als die artenreichste Familie der Weichtiere. Bis zum Ende des vergangenen Jahrhunderts wurden jedoch einige Gruppen ausgelagert, so die Drilliidae, die nun als eigenständige Familie gelten. Im Jahr 2005 wurde die Familie Turridae von Bouchet und Rocroi in fünf Unterfamilien unterteilt. Diese wurden jedoch 2011 aufgrund molekulargenetischer Untersuchungen zum größten Teil in andere Gruppen gestellt oder zu eigenständigen Familien erhoben.
Zusammenstellung der Unterfamilien von Bouchet und Rocroi aus dem Jahr 2005:
- Turridae Adams & Adams, 1853.
  - Turrinae Adams & Adams, 1853. Diese Unterfamilie umfasst die Turridae im engeren Sinn, die seit 2011 mit 16 Gattungen innerhalb der Familie der Schlitzturmschnecken verblieben sind.[11]
  - Cochlespirinae Powell, 1942. Diese Unterfamilie wurde 2011 zur Familie Cochlespiridae erhoben[10]
  - Crassispirinae McLean, 1971. Diese Gruppe wurde unter dem Namen Pseudomelatomidae zur Familie erhoben.[10]
  - Zemaciinae Sysoev, 2003. Diese Unterfamilie mit der einzigen Gattung Zemacies unterschied sich von den meisten anderen verwandten Schlitzturmschnecken durch das Fehlen einer Radula. Eine weitere Gattung innerhalb der Überfamilie Conoidea ohne Radula ist Horaiclavus aus der Familie Horaiclavidae. Die Gattung Zemacies wurde 2011 in die Familie Borsoniidae transferiert und die Unterfamilie wurde aufgelassen.[10]
  - Zonulispirinae McLean, 1971. Die Gattung Zonulispira wurde in die Familie Pseudomelatomidae gestellt und die Unterfamilie ist derzeit nicht mehr gültig.[10]

### Gattungen
Folgende rezente und fossile Gattungen werden innerhalb dieser Familie unterschieden.
Stand: 15. März 2015
- Cryptogemma Dall, 1918
- Decollidrillia Habe & Ito, 1965
- Epidirella Iredale, 1913
- Gemmula Weinkauff, 1875
- Iotyrris Medinskaya & Sysoev, 2001
- Kuroshioturris Shuto, 1961
- Lophiotoma Casey, 1904
- Lucerapex Wenz, 1943
- Pinguigemmula McNeil, 1961
- Pleuroliria de Gregorio, 1890 †
- Polystira Woodring, 1928
- Ptychosyrinx Thiele, 1925
- Turridrupa Hedley, 1922
- Turris Batsch, 1789
- Unedogemmula MacNeil, 1961
- Xenuroturris Iredale, 1929